# AtlasGlobal Ukraine
AtlasGlobal Ukraine est une compagnie aérienne basée en Ukraine. AtlasGlobal Ukraine est la division ukrainienne de la société mère turque AtlasGlobal